# Pakosławice (gmina)
Pakosławice – gmina wiejska w województwie opolskim, w powiecie nyskim. W latach 1975–1998 gmina położona była w województwie opolskim.
Siedziba gminy to Pakosławice.
Według danych z 30 czerwca 2004 gminę zamieszkiwało 3929 osób.

## Struktura powierzchni
Według danych z roku 2002 gmina Pakosławice ma obszar 74,03 km², w tym:
- użytki rolne: 78%
- użytki leśne: 12%

Gmina stanowi 6,05% powierzchni powiatu.

## Demografia

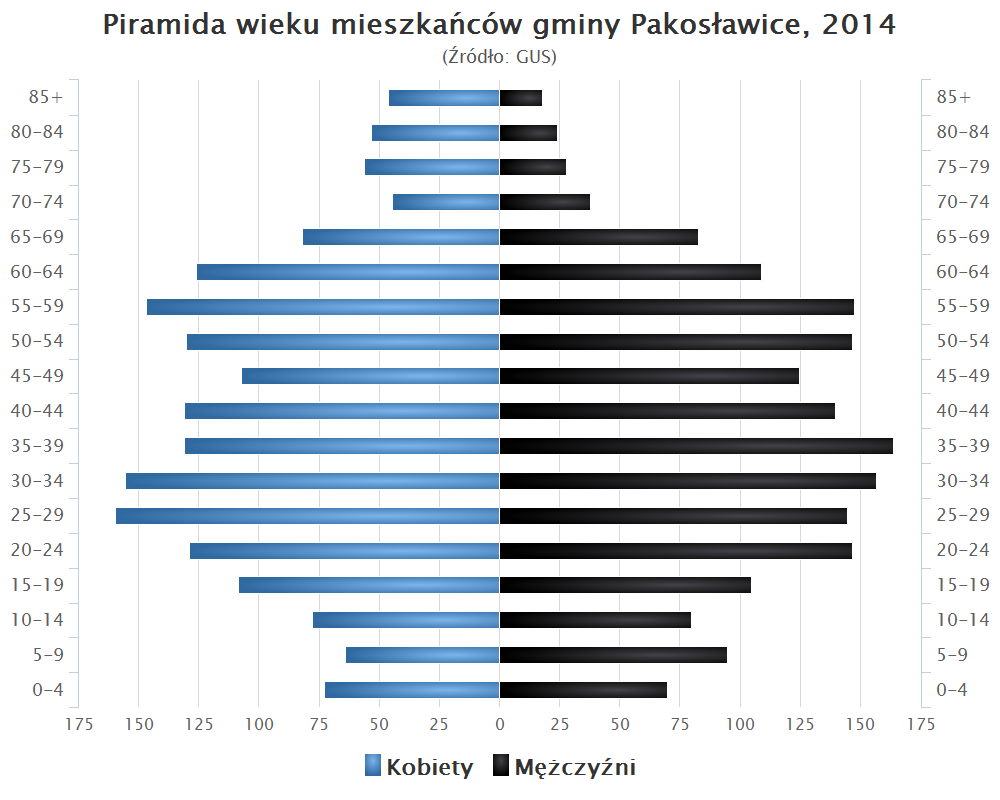
Piramida wieku mieszkańców gminy Pakosławice w 2014 roku

Dane z 30 czerwca 2004:
| Opis                              | Ogółem | Ogółem | Kobiety | Kobiety | Mężczyźni | Mężczyźni |
| --------------------------------- | ------ | ------ | ------- | ------- | --------- | --------- |
| jednostka                         | osób   | %      | osób    | %       | osób      | %         |
| populacja                         | 3929   | 100    | 2028    | 51,6    | 1901      | 48,4      |
| gęstość zaludnienia (mieszk./km²) | 53,1   | 53,1   | 27,4    | 27,4    | 25,7      | 25,7      |

## Sołectwa
Biechów, Bykowice, Goszowice, Korzękwice, Nowaki, Pakosławice, Reńska Wieś, Rzymiany, Słupice, Smolice, Strobice.

## Pozostałe miejscowości
Frączków, Godkowice, Naczków, Prusinowice, Radowice, Spiny, Śmiłowice.

## Sąsiednie gminy
Grodków, Kamiennik, Łambinowice, Nysa, Otmuchów, Skoroszyce